# Дэвис, Чарлз Тилл
Чарлз Тилл Дэвис (Charles T. (Till) Davis; 14 апреля 1929, Натчез, Миссисипи — 10 апреля 1998, Новый Орлеан, Луизиана, США) — американский медиевист, дантевед.
Доктор философии (1956), профессор Тулейнского университета, где трудился с 1956 года, член Американского философского общества (1998). Феллоу Американской академии медиевистики (1986). Президент Dante Society of America (1991-97).
Из семьи врачей и юристов; рос на отцовской ферме. Окончил Дейвидсон-колледж (бакалавр, 1950), а также Оксфорд (бакалавр, 1952), где получил и степень доктора философии. Также учился в университетах Флоренции и Рима. С 1956 года инструктор, с 1957 года ассистент-, с 1961 ассоциированный, с 1964 года фул-профессор Тулейнского университета, в 1984-86 гг. завкафедрой истории, именной профессор с 1987 года. Почётный доктор альма-матер Дейвидсон-колледжа (1997). Гуггенхаймовский стипендиат (1958). «Мои самые теплые воспоминания о Чарльзе Дэвисе — это наши живые и длительные дискуссии о классическом Риме и его влиянии на средневековье и культуру эпохи Возрождения», — отмечал Angelo Mazzocco.
Его первая же книга получила признание классической — Dante and the Idea of Rome (Oxford: Clarendon Press; London: Oxford University Press, 1957) {Рец.: Ernst H. Kantorowicz, J. H. Whitfield , Enrico De Negri}.